# Wilfried Louis
Wilfried Louis   (Haití, 25 d'octubre de 1949) fou un futbolista haitià de la dècada de 1970.
Fou 2 cops internacional amb la selecció d'Haití amb la qual participà en la Copa del Món de futbol de 1974.
Pel que fa a clubs, destacà a Don Bosco FC.